# عبد الله إسماعيل (لاعب كرة قدم إماراتي)
عبد الله إسماعيل علي الزعابي (مواليد 5 يناير 2000، لاعب كرة قدم إماراتي يجيد اللعب في الوسط لعب سابقاً مع نادي الوحدة في دوري الخليج العربي الإماراتي.